# SMAP☆がんばりますっ!!
『SMAP☆がんばりますっ!!』（スマップ☆がんばりますっ!!、通称:がんばりますっ!!）は、テレビ朝日系列で2009年から2013年まで生放送されていたバラエティ特別番組である。SMAPの冠番組であった。ステレオ放送、文字多重放送を実施している。

## 概要

### 第1回『SmaSTATION!! Presents』
- 2009年1月31日の『50時間テレビ第2夜』にて21:00 - 翌0:09（JST）に放送。平均視聴率は20.2%（ビデオリサーチ調べ、関東地区・世帯・リアルタイム）。『50時間テレビ』の全番組の中、また2009年のテレビ朝日全バラエティ番組で最高視聴率を記録した。
- テレビ朝日開局50周年記念番組『50時間テレビ』の一環及び『SmaSTATION!!』の特別番組として生放送。SMAPが全員揃ってテレビ朝日制作のバラエティ番組に出演するのは、『桜っ子クラブ』以来15年ぶりのこと。
- SMAPとテレビ朝日名物番組とのコラボレーション企画が放送され、草彅・香取の企画は生放送で行われた。
  - 中居正広 → 『D-1グランプリ』（草彅剛にダンディハウスのニセCMドッキリ）
  - 木村拓哉 → 『全力坂』（港区50の坂を1日で駆け抜ける）
  - 稲垣吾郎 → 『仮面ライダー』特別編（『仮面ライダーG』として、石森プロ・東映全面協力で制作）
  - 草彅剛 → 『鶴瓶・草彅の夢中宣言「がんばります。」』復活特番（1998年に笑福亭鶴瓶とMCを勤めたが僅か7回で終了）
  - 香取慎吾 → 『欽ちゃんのどこまでやるの!?』復活特番（1976年 - 1986年に萩本欽一メイン出演で放送された）
- また「SMAPエピソード0」というタイトルで、SMAPのデビュー前までの歴史を『アイドル共和国』・『桜っ子クラブ』等の映像を交えて振り返る企画も放送された。
  - デビューまでの再現映像はSMAPが元々5人組であったかのような扱いとなっており、脱退した森且行については触れられておらず当時の映像からも極力森の出演部分はカットされていた。
  - しかしメンバーは「（『桜っ子クラブ』ザ・男対決コーナーでの）森のハイキックがカットされてますね、見たかった」「森くん、GI優勝おめでとう（放送3日前の1月28日に初優勝）」と発言し、森との関係を隠すことはなかった。なお『Can't Stop!! -LOVING-』のジャケット写真には森の姿があった。
- 番組の最後にはSMAPが『がんばりましょう』、『Can't Stop!! -LOVING-』、『BANG!BANG!バカンス!』、『Triangle』、『Mermaid』、『弾丸ファイター』のメドレーを披露した。
- 番組終盤のため日付が変わってしまったが放送日が1月31日だったため、香取の32歳の誕生日を祝うサプライズがあった。

### 第2回『CHAN TO SHI NAI TO NE!スペシャル』
- 2010年1月10日の21:00 - 23:24（JST）[1]に放送された。平均視聴率は16.0%（ビデオリサーチ調べ、関東地区・世帯・リアルタイム）。
- 今回から、前回瞬間最高視聴率だった「木村拓哉の全力坂」の演出を担当した友寄隆英が、全ての企画で演出を担当。
- 放送当日の日曜ワイド枠（15:30 - 17:25）で『「SMAPがんばりますっ!!」を100倍楽しむための完全ガイド』として事前特番が放送された。
- SMAPメンバーがそれぞれ、体を張った企画に挑戦。
  - 中居 → 要塞の島で12時間サバイバル鬼ごっこ（旧日本軍が実際に使用していた無人島が舞台）[2]
  - 木村 → 年末年始ヤマトではなくトマトだけで乗り切る男（2009年12月29日-2010年1月1日未明まで実施）[3]
  - 稲垣 → カラオケで24時間以内に100点を出せ（100点を出すまでカラオケボックスで歌い続ける）[3]
  - 草彅 → 『全力坂』24時間で目黒区の坂を完全制覇（目黒区49ヶ所+港区1ヶ所）
  - 香取 → 24時間縄文時代生活（専門家監修の下、食材も縄文時代にあったもののみ飲食可）[4]
- また「SMAP禁断クエスチョン」として視聴者から事前にSMAPへの質問メールを募集し、生放送で答える企画も行われた。
  - SMAPの後輩グループが次々と現れているが、後輩は脅威じゃないの??
→「めちゃくちゃ脅威。だからこそSMAPは頑張らないといけない」（香取）
  - ソフトバンクのCMに出演しているが、本当にソフトバンクの携帯を使っている?
→「使っている。iPhoneも持っている」（草彅）[5]
  - SMAPが解散するって本当?
→「解散するグループがこんな番組やらないでしょ。（解散は）しません!!」（木村）[6]
  - 最近CDをあまり出さなくなったのは何故?
→「個人活動も皆忙しい。でも、今年は音楽活動もたくさんやりたい」（稲垣）[7]
  - 何故テレビ朝日での連ドラ出演が殆どないの?
→「僕は出たことあるけど木村と草彅と香取はなんで出ないの?やるなら5人でやろうよ」（中居）[8]
- 「SMAP禁断クエスチョン」の最後の質問から派生し、今回の事前収録・生放送の裏でSMAPに極秘で製作されたテレビドラマ『毒トマト殺人事件』が近日放送されることが番組の最後に発表された。

### 特別編『毒トマト殺人事件』
- 2010年7月1日の19:57 - 21:48（JST）に放送された。正式タイトルは『「毒トマト殺人事件」SMAPに内緒でドラマ作っちゃいましたSP』[9]。平均視聴率は15.4%（ビデオリサーチ調べ、関東地区・世帯・リアルタイム）。同日に放送された全局全番組の中で最高視聴率であった。
- 同年1月に放送された『SMAPがんばりますっ!!』の、メンバー各自の事前ロケ・当日の生放送の裏で、SMAPには極秘で撮影されていたドラマ。SMAPには生放送終了直前に発表された。SMAP出演シーンは、全て事前ロケ・生放送の撮影のみで構成され、ドラマ発表後にSMAPへの撮影は一切行っていない。
- 主演の役者にドラマとは伝えずドラマを撮影するのは業界でも初の試み。本番組では今回の制作方法を『ドッキリドラマ』と位置づけている。
- 監督・脚本・編集は、過去の『SMAPがんばりますっ!!』で演出を手がけている友寄隆英。
- SMAP全員出演のドラマは『X'smap〜虎とライオンと五人の男〜』（フジテレビ）以来5年半ぶりであり、テレビ朝日系列では初の事。またSMAPが本人役・殺人事件の容疑者というのは『古畑任三郎 vs SMAP』（フジテレビ）以来、11年半ぶり2度目となる。
- テレビ朝日のドラマ出演は中居が12年ぶり、木村が15年ぶり、稲垣が8年ぶり、草彅が4年ぶり、香取が14年ぶりである。
- 前半は田畑祐一（テレビ朝日アナウンサー）と共に配役発表を行いながらメンバーのトーク、後半はドラマ本編という構成で放送された。
- 番組の最後に『CHAN TO SHI NAI TO NE! スペシャル』と『毒トマト殺人事件』の未公開映像を含み収録されたDVDが発売される事が発表された。
- キャスト・配役に関しては後述。

ストーリー
前日まで『SMAP世界の野菜を喰らう』の司会を行っていた大下容子アナウンサーが、自宅で何者かに殺害されたのが発見される。警察は番組内で被害者と同じトマトを食べていたSMAPを容疑者として調査を開始する。定年を間近に控えた刑事がSMAPの中で誰が犯人なのか、執拗に追い詰める。

### 第3回『人と人とのつながり』
- 2011年4月2日の20:53 - 翌0:08（JST）に放送された。過去の放送とは異なり4月に放送。平均視聴率は14.9%（ビデオリサーチ調べ、関東地区・世帯・リアルタイム）。
- 『人と人とのつながり』をテーマにした企画をSMAPが行う。
- 元々4月という放送時期も相まって新社会人へのエールをテーマにした放送を予定していたが、3月11日に発生した東北地方太平洋沖地震（東日本大震災）に伴い、大幅に内容・企画が変更された。
  1. SMAP禁断の秘蔵映像ベスト5
事前に視聴者から募集した『あなたしか知らないSMAPの秘話』を、SMAPデビュー当時の映像と共に紹介。
  2. フリースロー5人連続ゴールさせたら終われまスマップ
制限時間5時間以内に1人成功毎にゴールまでの距離が50cm長くなる、変則フリースローでSMAP5人連続成功に挑戦。[10]
  3. SMAPの元気が出る名曲ベスト10
同テーマで事前に行ったアンケート結果を発表。
  4. 記者SMAP 〜私が震災で見つけたもの〜
阪神・淡路大震災経験者にSMAPがインタビューを行う。
  5. SMAP元気が出る生ライブ
SMAPが『この瞬間、きっと夢じゃない』、『がんばりましょう』、『オリジナル スマイル』をスタジオ生ライブで披露。『オリジナル スマイル』は後述のSMAPの後輩に当たるメンバーと共に披露された。
- 今回は5人5様の挑戦企画を行わない代わりに、本番組初となるSMAP5人揃っての挑戦企画が行われた。また今回は、SMAPデビュー当時の映像や生ライブなど、第1弾放送に近い内容が成されていた。

### 第4回『SMAP☆がんばりますっ!!2012』
- 2012年4月7日の20:53 - 翌0:08（JST）に放送された。平均視聴率は14.5%（ビデオリサーチ調べ、関東地区・世帯・リアルタイム）。
- 秘蔵映像でつづる SMAP☆交換日記
  1. 中居、草彅 → ドッキリ企画 ウソ航空会社のパーティーで赤っ恥編!!
  2. 木村 → 木村拓哉の24時間人生初バイト 10個のバイトを掛け持つ挑戦
  3. 稲垣 → 24時間以内にSMAPのシングル曲で通信カラオケの全国1位を取れ!
  4. 香取 → 綾小路きみまろに弟子入り 24時間後の漫談ライブに挑戦

### 第5回『SMAP☆がんばりますっ!!2013』
- 2013年4月14日の20:58 - 23:49（JST）に放送[11]。日曜日での放送は3年ぶり。平均視聴率は13.7%（ビデオリサーチ調べ、関東地区・世帯・リアルタイム）。
- SMAPがテレビ朝日の新入社員となって様々な部署に配属され行う企画が放送され、番組後半では「ヤングなでしこ」とのフットサル対決が行われた。
- 毎年恒例となっていたSMAPのライブのコーナーはなかった。

「SMAPがテレビ朝日の新入社員になる」
- 木村 → 技術局に配属され、カメラマンとして『いきなり!黄金伝説。』の秘境めしのロケ企画に同行。ゲスト：U字工事
- 草彅 → アナウンス部に配属され、新日本プロレスの実況を担当。番組最後には2013年度入社の新人アナウンサーと共に提供読みを担当。
- 稲垣 → 制作部に配属され、『お試しかっ!』のアシスタントディレクターとして映像編集や雑務。他のADと共に「帰れま10」の事前シミュレーションを行う。
- 香取 → 総務部に配属され、社内の雑務や警備訓練を行う。総務部の面々は後述のフットサル企画に応援としても出演。
- 中居 → スポーツ局に配属され、記者としてプロ野球のデーゲームを取材。当日夜のスポーツニュースの生放送に1分のニュース映像を提供する（当初は30秒の予定だった）。

「ヤングなでしこから奇跡の1点を取れ」
- 特設のフットサルコートでINAC神戸からヤングなでしこ代表経験者5人とSMAP5人でフットサル対決を行った。
- ヤングなでしこが何点獲得してもSMAPは1点取れれば勝ちという変則ルール。
- 試合時間は「テレビ朝日5chの開局55周年記念」ということで5分55秒（前半3分、後半2分55秒）
- SMAPチームのゲストとして中山雅史が監督として登場。解説は松木安太郎が担当。
- このパートの制作はW杯アジア最終予選を中継するチームが行い、テロップ類など試合映像はスポーツ中継に則った演出が行われた。
- 香取の配属された総務部の面々が応援団として登場。

「スポンサー提供読み」
- フジテレビの『FNS27時間テレビ』では恒例となっている提供読みが行われた。
- 2013年度入社の新人アナウンサー2人と共にアナウンス部に配属された草彅が提供読みを担当。

## 出演者
メイン
- SMAP
  - 香取慎吾（当番組の司会も兼ねている。『SmaSTATION!!』メイン司会）
  - 中居正広
  - 木村拓哉
  - 稲垣吾郎
  - 草彅剛

アシスタント
- 大下容子（テレビ朝日アナウンサー、『SmaSTATION!!』サブ司会）

ナレーター
- 森功至（第5回）
- 垂木勉（第5回）
- 平野義和（第5回）
- 立木文彦
- 木村匡也（第5回）
- 平井誠一
- 萩野志保子（第5回、テレビ朝日アナウンサー）

## 特別ゲスト

### 第1回
SMAPエピソード0
| - 高畑岬 - 清水圭 | - 中島健人 - 夏木ゆたか | - 岸孝良 - 森脇健児 | - 森健 | - 菊池風磨 |

復活 D-1グランプリ
| - 草彅剛 | - 本間高 | - 谷口宏幸 | - 仲野哲郎 | - 林省吾 |

木村拓哉の「全力坂」
| - タモリ |

仮面ライダーG
| - 釈由美子 - 横山一敏 - 藤田慧 | - 上地雄輔 - 永徳 - 哀川翔 | - 村上幸平 - 高橋光 | - 唐橋充 - 中島芙美枝 | - 松田賢二 - 幸城まなみ |

『鶴瓶・草彅の夢中宣言「がんばります。」』復活特番
| - 笑福亭鶴瓶 | - 香取慎吾 |

『欽ちゃんのどこまでやるの!?』復活特番
| - 萩本欽一 - 慎吾ママ | - 高橋真美 | - 関根勤 | - 小堺一機 | - 見栄晴 |

### 第2回
年末年始ヤマトではなくトマトだけで乗り切る男
| - ささきいさお - 香取慎吾 | - 稲垣吾郎 | - 草彅剛 | - 平泉成 | - 唐沢寿明 |

カラオケで24時間以内に100点を出せ
| - 石川さゆり | - 都はるみ |

草彅剛の「全力坂」
- 木村拓哉

### 特別編
- 配役と役名は全て同一。

容疑者（カッコ内はキャッチコピー）
- 中居正広（地下要塞の支配者）
事件後、無人島へ逃亡する。被害者と親密な関係であった事が分かる。
- 木村拓哉（トマトを喰らう吸血鬼）
何故かトマトばかり食べ続け、トマトに溢れた生活をしている。被害者の隣人。
- 稲垣吾郎（カラオケBOXの住人）[12]
事件後、何故かカラオケBOXに居座り、様々な曲を歌い続けている。
- 草彅剛（全力で走る男）
事件後、何故か都内を全速力で走り回り続けている。
- 香取慎吾（謎の縄文人）
事件後、縄文人に変装し無人島に渡る。その後、無人島で土器を熱心に作っている。

被害者
- 大下容子（テレビ朝日アナウンサー）
自宅にて何者かの手により毒トマトを食べさせられ中毒死させられる。

警察
- 平泉成
大下容子殺害事件担当刑事。
- 堀内敬子
捜査本部の刑事。捜査本部にてサポートする。
- 豊田孝治
捜査本部の刑事。容疑者となったSMAPメンバーを追う。
- 温水洋一
過去見つかった事の無い伝説の潜入捜査官。

| その他 - デーブ・スペクター - 寺崎貴司（テレビ朝日アナウンサー） | - みといせい子 - 大木優紀（テレビ朝日アナウンサー） | - 長谷川まさ子 - 堂真理子（テレビ朝日アナウンサー） |

### 第3回
フリースロー5人連続ゴールさせたら終われまスマップ
| - 五十嵐圭 | - 田畑祐一（テレビ朝日アナウンサー） |

SMAPの元気が出る名曲ベスト10
| - 羽鳥慎一 |

SMAP元気が出る生ライブ
| - KinKi Kids（堂本光一、堂本剛） - 亀梨和也、田中聖（KAT-TUN） - 藤ヶ谷太輔、玉森裕太（Kis-My-Ft2） | - タッキー&翼（滝沢秀明、今井翼） - 八乙女光、薮宏太（Hey! Say! JUMP） |

### 第4回
24時間以内にSMAPのシングル曲で通信カラオケの全国1位を取れ!
- 森昌子

### 第5回
SMAPがテレビ新入社員になって潜入、全部見てきます!
- 早河洋
- 木村拓哉のいきなり!黄金伝説。カメラマン：大島秀一（研修担当）、品本幸雄（採点担当）、U字工事
- 草彅剛のアナウンス部研修：田畑祐一、 森下桂吉、宮嶋泰子、林美沙希、弘中綾香[14]、山本清（採点担当）
- 藤川克平（採点担当）
- 松本仁司（採点担当）
- 愛宕康志（採点担当）

ヤングなでしこから奇跡の1点を取れ
- 仲田歩夢、平野里菜、武仲麗依、田中陽子、道上彩花
- 中山雅史、松木安太郎（解説）

## DVD
SMAPがんばりますっ!! 2010 10時間超完全版（2010年9月29日発売）
1. 概要
  - 2010年1月10日に放送された『CHAN TO SHI NAI TO NE! スペシャル』、同年7月1日に放送された『毒トマト殺人事件』の未公開部分も含め収録。6枚組DVD-BOXとして発売。SMAP24作目のDVDである。
  - 収録時間は6枚合わせて約720分を予定。テレビで放送されたのは2番組合わせても255分（CM等も含め）の為、半分以上は未公開部分で構成される事になる。
  - SMAPがバラエティ番組のDVDを発売するのは、個人も含め本作品が初となる。
  - 発売後、オリコンウィークリーDVDバラエティー部門で3週連続第1位となり、10月の月間DVD総合ランキングで1位を獲得した。
2. Disc内容
  - Disc1:中居正広の要塞の島でサバイバル鬼ごっこ 激走超完全版
  - Disc2:木村拓哉のヤマトだけに年末年始ヤマトではなくトマトだけで乗り切る生活 限界寸前超完全版
  - Disc3:稲垣吾郎の24時間以内にカラオケで100点を取れ! 熱唱超完全版
  - Disc4:草彅剛の全力坂 目黒区編 2年連続ドッキリ超完全版
  - Disc5:香取慎吾の24時間 縄文時代生活 涙、涙の超完全版
  - Disc6:史上初!ドッキリドラマ 主演SMAP 『毒トマト殺人事件』 超完全版
3. 特典映像
  - SMAPを追ってニューヨークへアポ無し交渉 『SMAPがんばりますっ!! 2010』誕生秘話
  - 『毒トマト殺人事件』トーク完全収録・メンバーオーディオコメンタリー
  - 木村拓哉の妄想レシピ・トマトレシピ大公開
  - 『毒トマト殺人事件』合成映像&真犯人 禁断のネタばらし! 『大下容子のロケ地巡礼』

## 備考
- 番組ロゴはSMAPのCDジャケットも多く手掛けている佐藤可士和が制作した。
- 番組の位置付けが『SmaSTATION!!』の特別番組扱いのため、それに則った演出が多々見られる。
  - VTRを見ているメンバーのワイプが常に画面端にある。また、会話も聞き取れる（中居出演の『中井正広のブラックバラエティ』（日本テレビ）でも同様の演出が行われている）[15]。
  - VTR・CM前の5秒前カウントダウン（声は『SmaSTATION!!』同様、金田朋子が担当）。
  - 司会が中居ではなく香取（メンバー全員出演の番組では異例）。
  - 進行も『SmaSTATION!!』同様、大下アナが担当。ただし『SmaSTATION!!』通常放送でナレーションを担当している小林克也は出演していない。
- 2009年11月14日放送の『SmaSTATION!!』にて第1弾のリクエストスペシャルが放送された。
- 第2回放送に伴い、2010年1月4日〜8日の『お願い!ランキング』の「ちょい足しクッキング」のコーナーにメンバーそれぞれが日替わりで出演。
  - ちなみにちょい足しする商品はそれぞれのメンバーがCM出演している企業の物である。

  1. 1月4日 → 香取慎吾（味の素 冷凍エビピラフ編）
  2. 1月5日 → 稲垣吾郎（日清 麺職人 鶏ガラ醤油味編）
  3. 1月6日 → 中居正広（日清 どん兵衛 きつねうどん編）
  4. 1月7日 → 木村拓哉（日清 シーフードカップヌードル編）
  5. 1月8日 → 草彅剛（ヤマサ 昆布ポン酢編）
- 第3回以降は次の『SmaSTATION!!』通常放送で未公開シーンを含む総集編が放送されている。
- 2014年3月9日と2015年9月22日には本番組の後継番組として『テレ朝SMAPバラエティ部 スマシプ』が放送されている。出演者は中居、草彅、香取の3人。
- 2015年4月12日13:55 - 15:20には同年4月16日に開始する木村主演のドラマ『アイムホーム』の番宣を兼ねて、第4回の「木村拓哉の24時間人生初バイト 10個のバイトを掛け持つ挑戦」が再放送された。

## スタッフ

### 第4回
- 構成：鈴木おさむ、中野俊成、樋口卓治、なかじまはじめ、大平将貴
- TM：大島秀一
- TD / SW：平間隆啓、住田清志
- カメラ：加藤英昭
- VE：斉藤竜也
- 音声：清水美都子
- 照明：中根鉄弥
- クレーン：浅田康和
- ロケCAM：纐纈晃浩、片岡高志、岡田直人、桝井正美、辺見洋、田島実一郎、広江健志、岡田真悟、中村純、高原晃太郎
- ロケVE：西村友秀、矢野麻衣
- ロケAUD：勝見亘、高橋修平、曲渕正己、大庭亜沙美、平野裕城、横田満洋
- デザイン：池上隆、井磧伸介
- 美術進行：金原典代、吉居真夏、奥田裕美
- 大道具装置：昼馬陽一
- 大道具：鈴木敦、古谷俊朗
- レイヤー：山本悌睦
- トラス：細田正利
- 電飾・LED：服部勇太、川村浩太
- モニター：石井智之
- 特効：大野晃一
- オブジェ：松井達彦
- メイク：菊地勲、金田順子、高木裕介、山内勝博、石崎達也、荻山夏海
- スタイリスト：奥田康臣
- CGディレクション
  - タイトル：福田隆之
  - 歌 / LED：横井勝
- CGデザイン
  - タイトル：村野彰彦
  - 歌 / LED：南治樹、村澤ちひろ
- CGシステム：澤口明子
- テロップ：田辺栄治、日浦裕志
- 音響効果：矢部公英、小沼圭、波多野精二、高橋幸博
- TK：満松美弥子、草野麻里
- デスク：永野智子
- タイトルデザイン：佐藤可土和
- 技術協力：tsp、IMAGICA、AZABU PLAZA、池田屋、テイクシステムズ、KYORITZ
- 協力：東京オフラインセンター、人と防災未来センター
- 写真協力：ホーム社デュエット、学研パブリッシング
- リサーチ協力：ジーワン、フォーミュレーション
- 編成：松瀬俊一郎、吉村周、遠藤華子
- 宣伝：平野三和、高橋夏子
- 制作スタッフ：吉富大輔、高橋雄作、笹田和宏、浅野典昭、斉藤智香、松渕陽介、佐藤力都、山口浩和、藤原健太、関口泰弘、高橋洸一、辻阿友、安食愛美、三枝健介、楠雄介、金田雄太、宮本清彦、佐野友康、中島祥太、平川南、杉田ちえみ、吉岡祐也、里見諒、大坪大輔
- ディレクター：中澤智有、久保信広、井長英嗣、大沢解都、藤崎絵三、松岡信行、緒方昌孝、渡辺資、岡田直也、大谷真也、菅原悠平、平川和志、酒井鎌、村上直行、奥村篤人、緒方彰大、熊川隆太、上田一登、米田裕一、伊東寛晃、粟井淳、山本和仁、大澤宏一郎
- アシスタントプロデューサー：ながさわコーヤ、増村紀男、渡辺浩太郎、水野佳世
- プロデューサー：奥田創史、樋口圭介、中野光春、本部純
- 総合演出：友寄隆英
- ゼネラルプロデューサー：奥川晃弘、清水克也
- 制作協力：ジャニーズ事務所
- 制作著作：テレビ朝日